# Mícon
Mícon foi um pintor e escultor grego que viveu durante o século V a.C.. Está sempre associado com Polignoto de Tassos, com quem teria adornado a Stoa Poikilé ("Pórtico pintado") da ágora de Atenas com pinturas sobre a batalha de Maratona e outras batalhas. Também teria pintado o Anaceu de Atenas. Sua filha foi a pintora Timarete.